# Arc de cercle
Der Arc de cercle (franz.:Kreisbogen) oder große Bogen ist ein von Jean Martin Charcot (1825–1893) beschriebenes Phänomen, welches im Zusammenhang mit einem dissoziativen Krampfanfall (von Charcot verwendete, heute obsolete Bezeichnung: großer hysterischer Anfall (Hysterie grande)) auftritt. Der Körper wird dabei kreisbogenartig nach hinten überstreckt. Der Kopf wird in den Nacken gelegt und auf die Unterlage gepresst, während der Rücken durch die Überstreckung angehoben wird.
Die Hysterie war für Charcot ein wichtiges Forschungsthema. Mit Hilfe der Hypnose demonstrierte er in den 1880er Jahren den großen hysterischen Anfall, welchen er in 4 verschiedene Phasen unterteilte:
1. epileptoide Phase, mit Symptomen ähnlich der Epilepsie
2. Phase der großen Bewegung, zum Beispiel Arc de cercle oder auch große Grußbewegung
3. Phase der leidenschaftlichen Bewegung (attaques), in der heftige, häufig sexuelle Gefühlsäußerungen in Lautäußerungen und Gebärden zum Ausdruck kommen
4. terminales Delirium (délire), eine erschöpfte Abwesenheit

Bereits zu Charcots Lebzeiten gab es viele Kritiker, die den "großen hysterischen Anfall" als ein vom Untersucher herbeigeführtes Phänomen betrachteten. Dennoch scheint es, als sei das Krankheitsbild im ausgehenden 19. Jahrhundert relativ häufig vorgekommen. Sigmund Freud führte als Erklärungsmodell für derartige Anfälle den Begriff der Konversionsneurose ein. In der modernen Psychiatrie spricht man von dissoziativen bzw. psychogenen Anfällen im Rahmen einer dissoziativen Konversionsstörung. Die ausgeprägte Variante Charcots ist heutzutage sehr selten, dafür sieht man eher "kleine", psychomotorische Anfälle, bzw. Dämmerzustände (Absencen), die mit Missempfindungen, tic-artigen Bewegungsstörungen und verschiedenen körperlichen Funktionsstörungen einhergehen.